# Talış (İsmayıllı)
Talış è un comune dell'Azerbaigian situato nel distretto di İsmayıllı. Conta una popolazione di 263 abitanti.